# 久保陽貴
久保 陽貴（くぼ はるき、2007年2月8日 - ）は、広島県三次市出身の歌手、YouTuber。
2025年3月、広島県立三次高等学校卒業。同年に自身のSNSで東京の大学に進学することを発表した。

## 略歴
2020年3月、テレビ東京「THE カラオケ☆バトル～U-18 歌うま大甲子園 四天王揃い踏み 最強王者決定戦～」でデビュー。現在はコンサート、ライブ活動を行う。

## 出演
- テレビ東京「THE カラオケ☆バトル～U-18 歌うま大甲子園 四天王揃い踏み 最強王者決定戦～」[2]
- マルサンアイ WEB-CM「麦芽豆乳の歌」[3]